# W. Willard Wirtz
Pour les articles homonymes, voir Wirtz.
William Willard Wirtz, né le 14 mars 1912 à DeKalb (Illinois) et mort le 24 avril 2010 à Washington) est un homme politique américain. Membre du Parti démocrate, il est secrétaire au Travail entre 1962 et 1969 dans l'administration du président John F. Kennedy et dans celle de son successeur Lyndon B. Johnson.
Jusqu'en 2010, il est le dernier membre en vie du cabinet présidentiel de John F. Kennedy.

## Source
- (en) Cet article est partiellement ou en totalité issu de l’article de Wikipédia en anglais intitulé « W. Willard Wirtz » (voir la liste des auteurs).

1. ↑  « Willard Wirtz, labor secretary for JFK and LBJ, dies at 98 », sur The Washington Post (consulté le 18 novembre 2023).